# 少年合唱
少年合唱（しょうねんがっしょう）とは、変声期前の少年（男子児童）のみで歌唱する合唱をいい、そうした合唱団を少年合唱団（しょうねんがっしょうだん）という。ボーイソプラノによる独特の透明感ある歌声の美しさを愛好するファンも多い。
混声合唱とは異なり、高音声域（アルト・ソプラノ）に女性を置かず、変声期前の少年のみで歌唱する。低音声域（テノール・バリトン・バス）は、成人男性や変声期後に声域の安定した青年男子が担当するか、低音声域を置かない少年合唱もある。

## 概要

### 欧米
ヨーロッパにおける少年合唱団は、非常に長い伝統を遡ることができる。中世・ルネサンスの聖歌隊がその起源であり、キリスト教教会では一部は19世紀になるまで女性が歌うことが許されなかったため、少年たちが音楽活動を引き受けてきた。それゆえ現代の少年合唱団も、伝統的に典礼音楽や教会での演奏と深い結びつきを持つ。特にヨーロッパのカトリック・プロテスタント教会では、歴史的伝統を持つ聖歌隊が、同時に訓練された少年合唱団となっていることがしばしばである。
20世紀以降は、とりわけ旧社会主義国において、非宗教的な世俗合唱曲を歌うために育成された少年合唱団も少なくないが、ヨーロッパにおいてはそうした少年合唱団も、歴史を遡ると宮廷礼拝堂に源流を持つことがある。
混声合唱の台頭後も少年合唱は駆逐されることはなく、20世紀にも特に第二次世界大戦後に、少年合唱団が数多く結成された。戦後の少年合唱団はキリスト教を離れ、少年児童の音楽教育の一環として位置づけられている。

### 日本
欧米に比べ、日本における少年合唱の歴史は浅い。男子単独による歌手活動や混声児童合唱団に男子が所属する例は戦前から存在し、例として山田耕筰の愛弟子であった金子一雄や石井亀次郎などの童謡歌手が挙げられるが、少年のみの合唱団が目立った活動を行うようになったのは第二次世界大戦後からである。
日本の少年合唱団の嚆矢と言える上高田少年合唱団は、終戦直後の1948年、中野区立上高田小学校の児童生徒を集め活動開始。当初は女子児童を含む混声合唱であったが、1950年に男子児童のみの少年合唱団となり、同年に合唱コンクールで実績を上げ評価を得た。同様に小学校の児童生徒により結成された少年合唱団として、1955年に大田区立西六郷小学校から誕生した西六郷小学校少年合唱団（現：西六郷少年少女合唱団）がある。
1951年には日本においてもキリスト教系の少年合唱団が誕生し、当初から男子のみの少年合唱団として東京少年合唱隊が結成された（1964年に[東京少女合唱隊と合併して混声合唱の東京少年少女合唱隊となる）。1959年結成のグロリア少年合唱団は「ヨーロッパの伝統的スタイルを守りつつ、本格的宗教曲に取り組む」として、少年のみの合唱団として活動継続している。1964年には、カトリック系ミッションスクール暁星小学校（男子校）の「特別活動」として暁星小学校聖歌隊が結成され、同小学校4年生から6年生までの生徒により活動している。暁星小学校聖歌隊は、1996年（第63回）～2000年（第67回）NHK全国学校音楽コンクールに5年連続出場、金賞4回・銀賞1回（1998～2000年の3回は3連覇を達成）の受賞歴がある。
企業により設立された少年合唱団としては、1959年には、フレーベル館の文化・社会貢献事業としてフレーベル少年合唱団が結成され、現在でも「日本では数少ない少年だけの合唱団」として活動している。1961年には日本ビクター専属の男子児童のみによる少年合唱団「ビクター少年合唱隊」が結成され、ビクターの撤退により自主運営を経てエフエム東京によるTOKYO FM少年合唱団として、現在も男子児童のみの少年合唱団として活動継続する。
東京都以外では、ウィーン少年合唱団の公演に感銘を受けた学校教諭により、1955年に栃木県宇都宮市で宇都宮少年合唱隊が結成されている。また栃木県足利市では1966年5月に足利少年合唱団が結成された。
関東地方以外では、1961年に広島県呉市で呉少年合唱団が結成されている。市内の小学校教諭が中心となり、市内の小学校3年生の男子児童のみで結成。のちに年齢層を拡大し、保育園・幼稚園の年長児から小学生までを団員とし、卒団した中高生を「研究科生」として男子児童生徒のみで活動継続している。翌1962年には、岡山県岡山市で桃太郎少年合唱団が結成された。これは前年に倉敷市でウィーン少年合唱団の公演に出席した三木行治岡山県知事（当時）の提唱で、地域文化振興と青少年健全育成を目的に結成されたもので、現在も男子のみの少年合唱団として活動している。
1950年代後半から1960年代にかけては、いわゆる「少年合唱ブーム」により、ウィーン少年合唱団など国外の少年合唱団の来日公演が相次ぎ、その演奏に感銘を受けた指導者により、日本国内でも少年合唱団が数多く生まれた。しかし、ブーム終息後も続いた少年合唱団はわずかで、多くは団員不足により解散するか、混声合唱の児童合唱団へ転換した。
現代日本において、男子のみで構成される少年合唱団は少数、団体名に「少年合唱」を冠する合唱団でも、その大半が「未成年者」という意味での「少年」であり、性別を問わず入団でき、団員の男女比は女子に偏りがちである。
2020年代では、日本国内の男子児童のみの少年合唱団は約10団程度にまで減少している。

## 主な少年合唱団

### 日本国外海外
- アメリカ少年合唱団
- ウィーン少年合唱団
- ヴィンツバッハ少年合唱団（英語版）
- ヴィルテン少年合唱団
- ウェストミンスター大聖堂聖歌隊
- ウェストミンスター寺院少年聖歌隊
- 木の十字架少年合唱団
- ケンブリッジ・キングス・カレッジ聖歌隊（英語版）
- セント・ポール大聖堂聖歌隊（英語版）
- チェコ少年合唱団（英語版）
- テルツ少年合唱団
- ドレスデン聖十字架合唱団
- ヌイイ聖十字架少年聖歌隊（英語版）
- ライプツィヒ・トーマス教会少年合唱団
- リベラ
- レーゲンスブルク大聖堂少年聖歌隊（ドイツ語版）

### 日本国内
- グロリア少年合唱団[2]
- フレーベル少年合唱団[3]
- TOKYO FM少年合唱団[8]（旧：ビクター少年合唱隊）
- 呉少年合唱団[6]
- 桃太郎少年合唱団[7]
- 暁星小学校聖歌隊（暁星小学校の部活動）

#### 混声合唱へ移行した合唱団
- 東京少年合唱隊（現：東京少年少女合唱隊）
- 西六郷少年合唱団（現：西六郷少年少女合唱団）
- 宇都宮少年合唱隊（現：宇都宮少年少女合唱団）[4]
- 足利少年合唱団（現：足利少年少女合唱団）[5]

#### 解散した合唱団
- 上高田少年合唱団（コロムビア少年合唱隊）